# Município de Croatan (condado de Dare, Carolina do Norte)
O município de Croatan (em inglês: Croatan Township) é um localização localizado no  condado de Dare no estado estadounidense da Carolina do Norte. No ano 2010 tinha uma população de 1.085 habitantes.

## Geografia
O município de Croatan encontra-se localizado nas coordenadas 35° 42′ 57,62″ N, 75° 46′ 05,64″ O.